# Галицкая синагога
Галицкая синагога — синагога в Киеве, расположена недалеко от площади Победы, одна из трех киевских синагог.

## История синагоги
Кирпичный корпус здания был возведён в 1909—1910 годах благодаря инициативе Галицкого еврейского молитвенного общества (название общества — от близости места синагоги к Галицкой площади, (с 1952 по 2023 - площади Победы), на которой размещался Галицкий базар (неофициальное название Еврейский базар). Архитектор Федор Олтаржевский, строительство было реализовано киевским подрядчиком Яковом Файбишенко, возглавлявшим хозяйственное правление Галицкого общества. Двухэтажное здание включало обширный молитвенный зал с галереей; в декоре фасадов присутствовал романский стиль. Синагога была официально открыта после того, как 4 (17) декабря 1910 года губернскими властями новый дом молитвы был признан «пригодным для общественного пользования».
В 1920-х годах синагога называлась «Бейс-Яаков», у неё насчитывалось около 750 прихожан. Закрыта в 1930 году, здание оказалось на расширившейся территории завода «Транссигнал» и было отдано под столовую для рабочих. С тех пор строение не подвергалось значительным изменениям, за исключением пристройки небольшого вестибюля у главного входа.
Лишь в 2001 году здание было возвращено верующим, здесь возобновились иудейские богослужения. В 2002—2004 годах проведена реставрация здания, заново оборудован молитвенный зал. В ограде завода устроен специальный вход с улицы Жилянской для посещения синагоги.
В настоящее время в здании синагоги находится молодая община, принадлежащая к национально-религиозному течению в иудаизме. В здании синагоги располагается главный офис международной образовательной сети «Мидраша Ционит», которая реализует многочисленные проекты в СНГ.

## Галерея
- Синагога в ходе строительства, 1909
- Фасад в бытность столовой, 1990-е
- Молитвенный зал
- Проект фасада Галицкой синагоги, 1909